# Аудиториум Билдинг
Аудиториум Билдинг е сграда в Чикаго, Илинойс, САЩ. Държи рекорда за най-висока сграда в света, заедно със Сейнт Панкрас Чеймбърс в Лондон, Великобритания - 82 метра, до 1890 година. Построена е по планове на Данкмар Алдер и Луис Съливан през 1886 година.
Първоначално е била проектирана за хотел, опера и офиси. Аудиториум Музей е част от сградата.
Днес „Аудиториум Билдинг“ е част от Университета „Рузвелт“.